# ناحية شادروان
ناحية شادروان (بالفارسية: بخش شادروان) هي منطقة (بخش) في مقاطعة تستر، محافظة خوزستان، إيران. في تعداد عام 2006، بلغ عدد سكان الناحية 20,568 نسمة، موزعين على 3,657 أسرة. الناحية بها مدينة واحدة وهي غورية. وللمقاطعة منطقتان ريفيتان (دهستان): شعيبية غربي وشعيبية شرقي.